# Uberach
Uberach (deutsch Überach) ist eine Commune déléguée in der französischen Gemeinde Val-de-Moder mit 2.666 Einwohnern (Stand: 1. Januar 2021) und ein ehemaliges Reichsdorf im Département Bas-Rhin in der Region Grand Est (bis 2015 Elsass). Durch die Ortschaft fließt die Moder.
Am 26. August 1961 wurde die Schreibweise von „Ueberach“ in „Uberach“ geändert.

## Geschichte
Überach war ein Reichsdorf.
Die Gemeinde Uberach wurde mit Wirkung vom 1. Januar 2016 mit den früheren Gemeinden Pfaffenhoffen und La Walck zur Commune nouvelle Val de Moder fusioniert.

## Bevölkerungsentwicklung
| 1954 | 1962 | 1968 | 1975 | 1982 | 1990 | 1999 | 2007 | 2013 |
| ---- | ---- | ---- | ---- | ---- | ---- | ---- | ---- | ---- |
| 936  | 1028 | 1071 | 1127 | 1125 | 1089 | 1091 | 1165 | 1178 |